# Мій бойовий розрахунок
«Мій бойовий розрахунок» (рос. «Мой боевой расчёт») — радянський художній фільм 1987 року, знятий на кіностудії «Ленфільм».

## Сюжет
1945 рік, війна добігає кінця. Вісімнадцятирічний сержант самохідної артилерії Сергій Кружкой (Валерій Смирнов) після важкого поранення повертається додому. На його грудях орден Леніна, і зустрічають його, як героя. Сергій вирішує повернутися в школу, в десятий клас, звідки півтора року тому разом з двома товаришами втік на фронт. З трьох вижив він один. У школі його зустрічає закохана в нього десятикласниця Олена (Світлана Копилова). Вона посилала йому листи і посилки на фронт, і в перший же день зізнається Сергію в любові. А Сергій закоханий в свою сусідку Зіну (Наталія Єгорова), з якою у нього до війни був роман. Але Зіна, яка на десять років старше Сергія, не сприймає його залицянь всерйоз і незабаром виходить заміж за іншого. Начальник міліції (Валерій Прийомихов) запрошує Сергія на роботу в органи, але той не хоче кидати школу. Дізнавшись, що в місті орудує банда злочинців, які вбивають працівників міліції заради зброї, герой вирішує діяти самостійно і показати всім, на що він здатний. Сергій використовує привезений з фронту пістолет як наживку. Однак, в першому ж зіткненні з бандитами Сергій отримує серйозне поранення і потрапляє в госпіталь. Прийшовши до тями, він дізнається про перемогу над Німеччиною. Сергій пригнічений і своїми невдачами дому, і тим, що не встиг довоювати. За викликом Олени відвідати Сергія в госпіталі приїжджають його фронтові друзі, бойовий розрахунок самохідки, на якій він воював. Сергій біжить з госпіталю, і вони разом розробляють план дій із захоплення банди… В останніх кадрах фільму життя героя робить несподіваний поворот.

## У ролях
- Валерій Смирнов — Сергій Кружкой
- Наталя Єгорова — Зіна
- Світлана Копилова — Олена
- Валерій Прийомихов — Гречишкин, міліціонер
- Лев Борисов — Іван Петрович, директор школи
- Людмила Полякова — Поліна, мати Сергія
- Лідія Морозкина — бабуся

## Знімальна група
- Автор сценарію:  Світлана Кармаліта,  Олексій Герман
- Режисер:  Михайло Нікітін
- Оператор: Валерій Мартинов
- Художник-декоратор:  Віктор Іванов
- Композитор:  Ігор Цвєтков
- Звукооператор:  Галина Горбоносова